# Gia Huynh

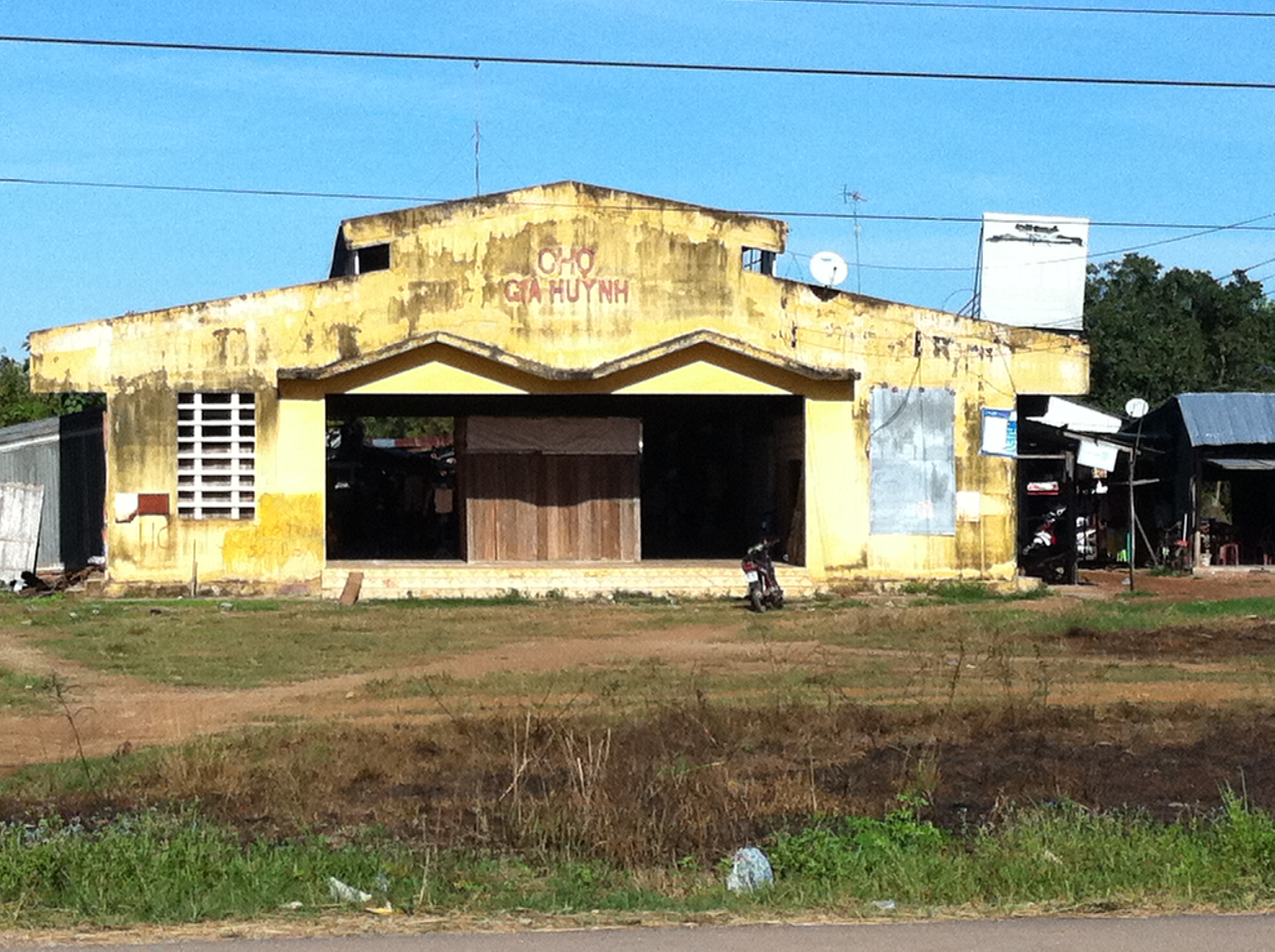
Chợ Gia Huynh

Gia Huynh là một xã thuộc huyện Tánh Linh, tỉnh Bình Thuận, Việt Nam.
Xã Gia Huynh có diện tích 763,43 km², dân số năm 1999 là 3309 người, mật độ dân số đạt 4 người/km².